# Gladiators Beider Basel 2023
Questa voce raccoglie le informazioni riguardanti i Gladiators Beider Basel nelle competizioni ufficiali della stagione 2023.

## Lega Nazionale A 2023

### Stagione regolare
| 26 marzo 2023 2ª giornata | Geneva Seahawks | 34 – 13 | Gladiators Beider Basel |  |

| 1º aprile 2023 3ª giornata | Gladiators Beider Basel | 10 – 23 | Calanda Broncos |  |

| 10 aprile 2023 4ª giornata | Thun Tigers | 28 – 17 (7-0 7-14 7-3 7-0) | Gladiators Beider Basel |  |

| 22 aprile 2023 6ª giornata | Gladiators Beider Basel | 10 – 14 | Geneva Seahawks |  |

| 30 aprile 2023 7ª giornata | Bern Grizzlies | 7 – 21 | Gladiators Beider Basel |  |

| 6 maggio 2023 8ª giornata | Calanda Broncos | 48 – 20 | Gladiators Beider Basel |  |

| 20 maggio 2023 9ª giornata | Gladiators Beider Basel | 31 – 38 | Zürich Renegades |  |

| 4 giugno 2023 11ª giornata | Zürich Renegades | 34 – 33 | Gladiators Beider Basel |  |

| 10 giugno 2023 12ª giornata | Gladiators Beider Basel | 63 – 16 | Bern Grizzlies |  |

| 24 giugno 2023 14ª giornata | Gladiators Beider Basel | 49 – 21 | Winterthur Warriors |  |

## Statistiche di squadra
| Competizione      | %Vittorie | In casa | In casa | In casa | In casa | In casa | In casa | In trasferta | In trasferta | In trasferta | In trasferta | In trasferta | In trasferta | Totale | Totale | Totale | Totale | Totale | Totale |
| Competizione      | %Vittorie | G       | V       | N       | P       | Pf      | Ps      | G            | V            | N            | P            | Pf           | Ps           | G      | V      | N      | P      | Pf     | Ps     |
| ----------------- | --------- | ------- | ------- | ------- | ------- | ------- | ------- | ------------ | ------------ | ------------ | ------------ | ------------ | ------------ | ------ | ------ | ------ | ------ | ------ | ------ |
| Stagione regolare | .300      | 5       | 2       | 0       | 3       | 163     | 112     | 5            | 1            | 0            | 4            | 104          | 151          | 10     | 3      | 0      | 7      | 267    | 263    |
| Totale            | .300      | 5       | 2       | 0       | 3       | 163     | 112     | 5            | 1            | 0            | 4            | 104          | 151          | 10     | 3      | 0      | 7      | 267    | 263    |